# 수지 나카무라

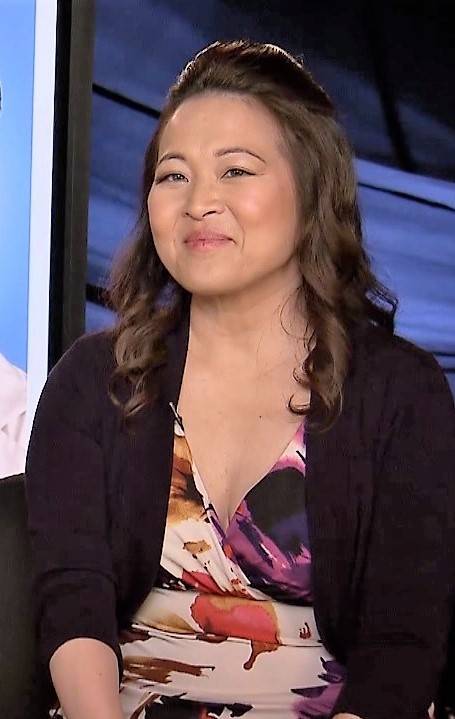
2017년 모습

수지 나카무라(Suzy Nakamura, 1973년 12월 2일 ~ )는 미국의 배우, 희극인이다.
시카고에서 태어났다.

## 출연 작품
- 퓨너럴 데이 (2016년)
- 스트레스를 부르는 그 이름 직장상사 2 (2014년)
- 애프터눈 딜라이트 (2013년)
- 프리 샘플즈 (2012년)
- RSO (레지스티드 섹스 오펜더) (2008년)
- 오픈 유어 아이즈 (2008년)
- 스파이 스쿨 (2008년) - 브렉너 부인 역
- 아메리칸 좀비 (2007년) - 주디 역
- 에반 올마이티 (2007년)
- 포 유어 컨시더레이션 (2006년)
- 비밀과 거짓말의 차이 (2005년)
- 피구의 제왕 (2004년)
- 스타크 레이빙 매드 (2002년)
- 보호장치 (2002년)
- 사랑의 가치 (2001년)
- 타임코드 (2000년)
- 보물섬 (1999년)
- 딥 임팩트 (1998년)

### 텔레비전
- 웨스트 윙 (1999-2000)
- 커브 유어 엔수지애즘 (2002)
- 아빠는 연애코치 (2004-05)
- 어코딩 투 짐 (2005)
- 모던 패밀리 (2009-10)
- 내가 널 사랑할 수 없는 10가지 이유 (2009-10)
- Men of a Certain Age (2010-11)
- 내가 그녀를 만났을 때 (2011)
- 고 온 (2012-13)
- 닥터 켄 (2015-17)